# Кухайда (озеро, Братислава)
Кухайда (словац. Kuchajda) — естественное место для отдыха и купания в Братиславе. Его название происходит от немецкого Kuhheide (коровье пастбище выгон), что указывает на первоначальное предназначение этой местности.
Территория Кухайды расположена в 3-м городском округе недалеко от железнодорожной станции Братислава-Нове место и торгового центра Полюс Сити Центр. В прошлом озере было известно повышенным содержанием цианобактерий. Однако в 2012 году Управление здравоохранения признало озеро пригодным для купания, причём помимо Кухайды в Братиславе были отмечены как пригодные для купания только Золотые пески, остальные природные водные территории не отвечают критериям чистоты воды.. Пешеходная зона вокруг Кухайды по тротуару (асфальту) имеет длину 1454 метра. На территории Кухайды также находятся различные спортивные площадки (для игры в футбол, пляжный волейбол, пинг-понг и т. д.) буфеты, амфитеатр и места для проведения досуга.